# Un dimanche de flic
Pour plus de détails, voir Fiche technique et Distribution.
Un dimanche de flic est un film franco-allemand réalisé par Michel Vianey sorti en 1983.

## Synopsis
Franck (Victor Lanoux) et Rupert (Jean Rochefort) sont deux policiers chevronnés de la brigade criminelle, collègues et amis de longue date. Un dimanche matin, ils prennent l'initiative d'arrêter deux truands, sans mandat. Un affrontement a lieu et les deux truands sont tués. Dans la poche de l'un d'eux, Rupert trouve le numéro de téléphone d'un de ses anciens collègues, Fred (Maurice Biraud), qui est à la retraite. Rupert va le trouver, et celui-ci lui révèle qu'il a un « tuyau » : il est au courant du lieu et du moment d'une grosse transaction de stupéfiants, que le truand décédé voulait détourner. 
Les trois hommes se convainquent peu à peu que de braquer des criminels n'aurait rien d'immoral, et décident de faire eux-mêmes le coup. Le jour venu, ils réalisent l'opération sans encombre et emportent la drogue et l'argent. Lors du partage du butin, Franck a un pressentiment : il y a bien trop d'argent pour qu'on les oublie.
Trois mois plus tard, un cadavre horriblement défiguré est retrouvé devant la maison de l'amie de Franck, qui est aussi l'ex-femme de Rupert. C'est le corps de Fred. Les deux policiers savent qu'ils sont désormais traqués par quelqu'un d'impitoyable et sans scrupules. Ils savent aussi qu'ils ne peuvent compter que sur eux-mêmes, car ils ne peuvent avouer à leurs services leur implication dans l'affaire.

## Fiche technique
- Titre : Un dimanche de flic
- Réalisation : Michel Vianey, assisté de Patrick Meunier
- Scénario : Michel Vianey d'après le roman de Andrew Coburn Off Duty (Personne ne devrait mourir comme ça Série noire no 1822)
- Musique : Jean-Pierre Mas
- Production : Sam Waynberg
- Durée : 100 minutes
- Sortie : 30 mars 1983
- Affiche : Jouineau Bourduge (France)

## Distribution
- Victor Lanoux : Franck Lazare
- Jean Rochefort : A. Rupert, commissaire divisionnaire
- Barbara Sukowa : Patricia
- Maurice Biraud : Fred, policier retraité
- Jean-Roger Milo : Dansevitch
- Gérard Blain : Emilio, patron d'un restaurant
- Armin Mueller-Stahl : Viktor Madona, un chef mafieux, surnommé « l'Avocat »
- Corinne Brodbeck : Dominique
- Marc Michel : Charlie
- Alain Mottet : Directeur
- Emmanuel Curtil : David
- Serge Spira : Singuer
- Christine Laurent : Mme Lucas
- Micky Sébastian : Barmaid
- Ronny Coutteure : Un vendeur
- Wladimir Yordanoff : Sylvio
- Étienne Draber : Broker
- Benoît Régent : Makovski

## Autour du film
- Il s'agit du dernier film dans lequel joue Maurice Biraud, qui décède le 24 décembre 1982.
- A noter qu'à 0.30 min le titre du film comprend le terme flics au pluriel
- Anecdote humoristique : A 6.50 min, la fiancée du truand, menacée par Franck qui la tient en joue avec son arme, lui demande "pourquoi n'avoir pas dit Police ?", le policier de répondre "çà fait série noire" (le film étant une adaptation d'une œuvre issue de la collection Série noire)